# Cantó de Juèsa

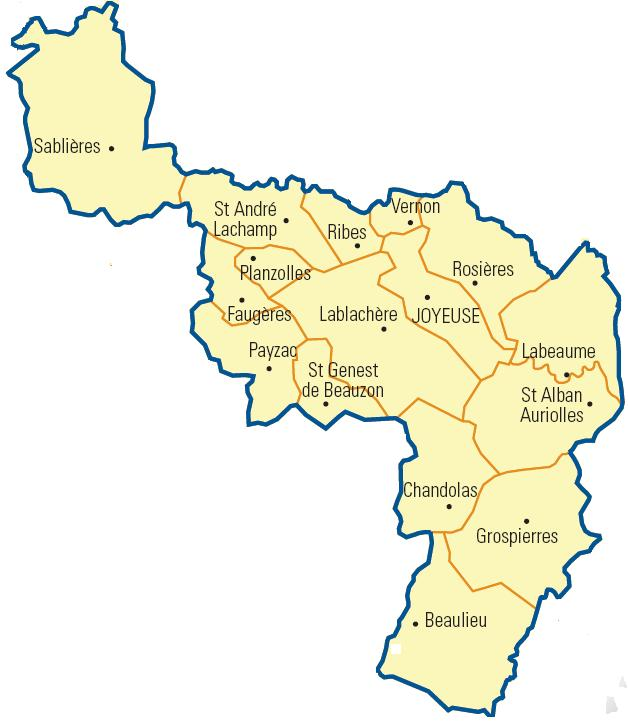
Municipis del cantó de Juèsa

El cantó de Juèsa és un dels cantons del departament francès de l'Ardecha, a la regió d'Alvèrnia-Roine-Alps. Està inclòs al districte de L'Argentièira i té 16 municipis.

## Municipis
- Beaulieu
- Chandolas
- Faugères
- Grospierres
- Juèsa
- Labeaume
- Lablachère
- Payzac
- Planzolles
- Ribes
- Rosèiras
- Sablièras
- Saint-Alban-Auriolles
- Saint-André-Lachamp
- Saint-Genest-de-Beauzon
- Vernon

## Història
| Data d'elecció                           | Identitat          | Partit | Qualitat |
| ---------------------------------------- | ------------------ | ------ | -------- |
| 1945-1967                                | Joseph Allauzen    | CNIP   |          |
| 1967-1985                                | Jean Vannière      | PS     |          |
| 1985-2004                                | Jacques Guilhaumon | RPR    |          |
| 2004-                                    | Raoul L'Herminier  | PS     |          |
| les dades anteriors no són pas conegudes |                    |        |          |
|                                          |                    |        |          |

## Demografia
| 1962  | 1968  | 1975  | 1982  | 1990  | 1999  | 2007  |
| ----- | ----- | ----- | ----- | ----- | ----- | ----- |
| 6.829 | 7.169 | 6.928 | 7.389 | 7.808 | 8.134 | 9.253 |